# Tiara Andini
Tiara Andini, właśc. Tiara Anugrah Eka Setyo Andini (ur. 23 września 2001 w Jember) – indonezyjska piosenkarka, aktorka i prezenterka telewizyjna.
Popularność zyskała po debiucie w programie Indonesian Idol, gdzie zajęła drugie miejsce. W 2020 roku otrzymała nagrodę Anugerah Musik Indonesia (AMI) w kategorii najlepszy debiutant (za utwór „Gemintang Hatiku”).

## Dyskografia
Single
| Utwór                            | Rok  | Pozycja na liście | Album                                      |
| Utwór                            | Rok  | IDN               | Album                                      |
| -------------------------------- | ---- | ----------------- | ------------------------------------------ |
| „Gemintang Hatiku”               | 2020 | 16                | –                                          |
| „Maafkan Aku #terlanjurmencinta” | 2020 |                   | –                                          |
| „365”                            | 2020 |                   | –                                          |
| „Cintanya Aku”                   | 2021 |                   | EP: ArTi Untuk Cinta wraz z: Arsy Widianto |
| „Diam-Diam”                      | 2021 |                   | EP: ArTi Untuk Cinta wraz z: Arsy Widianto |
| „Bahaya”                         | 2021 |                   | EP: ArTi Untuk Cinta wraz z: Arsy Widianto |
| „Bahaya” (wersja koreańska)      | 2021 |                   | EP: ArTi Untuk Cinta wraz z: Arsy Widianto |
| „Hadapi Berdua”                  | 2021 |                   | –                                          |
| „Memilih Aku” ft Arsy Widianto   | 2021 |                   | –                                          |
| „Buktikan” ft Vidi Aldiano       | 2021 |                   | –                                          |

EP
| Utwór              | Rok  | Pozycja na liście |
| Utwór              | Rok  | IDN               |
| ------------------ | ---- | ----------------- |
| „ArTi Untuk Cinta” | 2021 |                   |